# モンテファスト
モンテファスト（1978年5月31日 - 2010年7月12日）は日本の競走馬。
父シーホークと母モンテオーカンの間に生まれた鹿毛の牡のサラブレッドである。
全兄（父も母も同じ）にモンテプリンス（天皇賞（春）、宝塚記念など）がいる。
生涯成績は中央競馬27戦8勝。天皇賞（春）、目黒記念（秋）などに優勝し、1億8955万5200円の賞金を獲得した。

## 戦歴
1980年11月の新馬戦でデビューし4着。年が明けた1981年1月の未勝利戦で、4戦目にして初勝利を挙げている。
その後は慢性的な脚部不安を抱え勝ち切れないレースが続き、幾度も長期休養を経験している。
大レースで華々しく活躍する兄モンテプリンスとはかけ離れた成績であり、この頃のモンテファストは愚弟と揶揄されていた。それでも徐々に結果を残し始め、1983年の天皇賞（秋・八大競走）では4着と好走。次走目黒記念（秋）に優勝し初の重賞タイトルを獲得した。
翌年の天皇賞（春・GI）では6番人気ながら地方競馬出身で東京王冠賞優勝馬ミサキネバアーや圧倒的1番人気を背負っていた菊花賞馬ホリスキーらを抑え優勝、兄弟天皇賞制覇の快挙を達成した。優勝インタビューでは、松山康久調教師が「脚元が万全であれば、このメンバーを相手に勝っても驚くことではない」と述べていた。また、ファストの鞍上であった吉永正人は同年秋の天皇賞ではミスターシービーで勝利し、騎手として天皇賞春秋連覇を果たすことになる。
その後は勝ち星を挙げることは出来ず、同年の天皇賞（秋・GI）14着を最後に引退した。
兄と同様の大型馬で、天皇賞優勝時の馬体重は550㎏。これは八大競走における優勝馬としての最大記録となっている。

## 引退後
種牡馬となったものの、兄同様日本競馬のスピード化が進む中でステイヤー血統は評価されず、東京ダービーと羽田盃ともに2着のキングフォンテンが目立つ程度で活躍馬は出せなかった。2000年種牡馬登録抹消。その後は中橋清牧場で余生を送り、2010年7月12日に心不全のため死亡。

## 血統表
| モンテファストの血統               | モンテファストの血統                                               | モンテファストの血統                                               | （血統表の出典）                                                   | （血統表の出典） |
| 父系                               | エルバジェ系                                                       | エルバジェ系                                                       | エルバジェ系                                                       | [ § 2 ]          |
| 父 * シーホーク Sea Hawk 1963 芦毛 | 父の父Herbager 1956 鹿毛                                           | Vandale                                                            | Plassy                                                             | Plassy           |
| 父 * シーホーク Sea Hawk 1963 芦毛 | 父の父Herbager 1956 鹿毛                                           | Vandale                                                            | Vanille                                                            |                  |
| 父 * シーホーク Sea Hawk 1963 芦毛 | 父の父Herbager 1956 鹿毛                                           | Flagette                                                           | Escamillo                                                          | Escamillo        |
| 父 * シーホーク Sea Hawk 1963 芦毛 | 父の父Herbager 1956 鹿毛                                           | Flagette                                                           | Fidgette                                                           |                  |
| 父 * シーホーク Sea Hawk 1963 芦毛 | 父の母Sea Nymph 1957 芦毛                                          | Free Man                                                           | Norseman                                                           | Norseman         |
| 父 * シーホーク Sea Hawk 1963 芦毛 | 父の母Sea Nymph 1957 芦毛                                          | Free Man                                                           | Fantine                                                            |                  |
| 父 * シーホーク Sea Hawk 1963 芦毛 | 父の母Sea Nymph 1957 芦毛                                          | Sea Spray                                                          | Ocean Swell                                                        | Ocean Swell      |
| 父 * シーホーク Sea Hawk 1963 芦毛 | 父の母Sea Nymph 1957 芦毛                                          | Sea Spray                                                          | Pontoon                                                            |                  |
| 母 モンテオーカン 1967 鹿毛        | 母の父* ヒンドスタン Hindostan 1946 黒鹿毛                         | Bois Roussel                                                       | Vatout                                                             | Vatout           |
| 母 モンテオーカン 1967 鹿毛        | 母の父* ヒンドスタン Hindostan 1946 黒鹿毛                         | Bois Roussel                                                       | Plucky Liege                                                       |                  |
| 母 モンテオーカン 1967 鹿毛        | 母の父* ヒンドスタン Hindostan 1946 黒鹿毛                         | Sonibai                                                            | Solario                                                            | Solario          |
| 母 モンテオーカン 1967 鹿毛        | 母の父* ヒンドスタン Hindostan 1946 黒鹿毛                         | Sonibai                                                            | Udaipur                                                            |                  |
| 母 モンテオーカン 1967 鹿毛        | 母の母* マリアドロ Maria d'Oro 1957 黒鹿毛                         | Big Game                                                           | Bahram                                                             | Bahram           |
| 母 モンテオーカン 1967 鹿毛        | 母の母* マリアドロ Maria d'Oro 1957 黒鹿毛                         | Big Game                                                           | Myrobella                                                          |                  |
| 母 モンテオーカン 1967 鹿毛        | 母の母* マリアドロ Maria d'Oro 1957 黒鹿毛                         | Golden Marie                                                       | Goyama                                                             | Goyama           |
| 母 モンテオーカン 1967 鹿毛        | 母の母* マリアドロ Maria d'Oro 1957 黒鹿毛                         | Golden Marie                                                       | Nearly                                                             |                  |
| 母系(F-No.)                        | (FN:21-a)                                                          | (FN:21-a)                                                          | (FN:21-a)                                                          | [ § 3 ]          |
| 5代内の近親交配                    | Umidwar＝Udaipur 5×4、Firdaussi 5･5（父内）、Blandford 5･5（母内） | Umidwar＝Udaipur 5×4、Firdaussi 5･5（父内）、Blandford 5･5（母内） | Umidwar＝Udaipur 5×4、Firdaussi 5･5（父内）、Blandford 5･5（母内） | [ § 4 ]          |
| 出典                               | 1. 2. 3. 4.                                                        | 1. 2. 3. 4.                                                        | 1. 2. 3. 4.                                                        | 1. 2. 3. 4.      |